# 告十八省豪傑書
《告十八省豪傑書》，全稱《開誠忠告十八省之豪傑》，是甲午戰爭時期日本海軍情報人員宗方小太郎撰寫的一篇檄文，其主要內容是貶斥滿清政權為「外夷」政權，並號召漢地十八省的民眾起義抗清，屬於甲午戰爭期間日本對清政治宣傳戰的一部分。

## 內容
《告十八省豪傑書》作者宗方小太郎對中國文化有很深的研究。該檄文全篇以漢文寫成，以論述滿清為壓迫漢人的外夷政權、號召漢地各省豪傑「反清復明」為基調，迎合了當時漢族精英的口味。有觀點認為該文一定程度上刺激了漢族的民族主義意識，但亦有觀點認為該文刻意誇大激化滿漢矛盾，僅是日軍宣傳的一種手段。